# 13 oktober
13 oktober är den 286:e dagen på året i den gregorianska kalendern (287:e under skottår). Det återstår 79 dagar av året.

## Namnsdagar

### I den svenska almanackan
- Nuvarande – Berit och Birgit
- Föregående i bokstavsordning
  - Berit – Namnet infördes 1986 på 11 juni, men flyttades 2001 till dagens datum.
  - Birgit – Namnet infördes 1986 på 7 oktober, men flyttades 1993 till dagens datum och har funnits där sedan dess.
  - Britt – Namnet har gått nästan samma väg som Birgit, genom att 1986 införas på 7 oktober och 1993 flyttas till dagens datum. Det har dock inte funnits kvar där sedan dess, utan utgick 2001.
  - Colmannus – Namnet fanns på dagens datum före 1680, då det utgick.
  - Teofil – Namnet infördes på dagens datum 1901, då det ersatte den äldre namnformen Teofilus. Det fanns där fram till 1993, då det utgick.
  - Teofilus – Namnet infördes, till minne av en biskop Theofilos av Antiokia i Antiokia, som dog 183–186, på dagens datum 1680. 1901 utgick det och ersattes av den modernare namnformen Teofil.
  - Terje – Namnet infördes på dagens datum 1986, men utgick 1993.
  - Tjelvar – Namnet infördes på dagens datum 1986, men flyttades 1993 till 8 juli och utgick 2001.
- Föregående i kronologisk ordning
  - Före 1680 – Colmannus
  - 1680–1900 – Teofilus
  - 1901–1985 – Teofil
  - 1986–1992 – Teofil, Terje och Tjelvar
  - 1993–2000 – Birgit och Britt
  - Från 2001 – Berit och Birgit
- Källor
  - Brylla, Eva (red.). Namnlängdsboken. Gjøvik: Norstedts ordbok, 2000 ISBN 91-7227-204-X
  - af Klintberg, Bengt. Namnen i almanackan. Gjøvik: Norstedts ordbok, 2001 ISBN 91-7227-292-9

### Finlandssvenska almanackan
- Nuvarande från 2020[1] – Ebba, Tanja, Ebbe
- I föregående revideringar[a][2]
  - 1929–1949 – Ebbe, Ebba
  - 1950–1972 – Ebba
  - 1973–2019 – Ebbe, Ebba

## Händelser
- 54 – Nero blir det romerska rikets femte kejsare.
- 1307 – Det av Filip den sköne organiserade överfallet på Tempelherreorden.
- 1534 – Sedan Clemens VII hade avlidit den 25 september väljs Alessandro Farnese till påve och tar namnet Paulus III.[3]
- 1644 – Andra slaget vid Fehmarn, där en förenad svensk-nederländsk flotta under befäl av Carl Gustaf Wrangel besegrar en dansk flotta.
- 1943 – Italien återinträder i andra världskriget på de allierades sida.
- 1949 – Vilhelm Mobergs roman Utvandrarna kommer ut.
- 1956 – Harry Martinsons epos Aniara ges ut för första gången.
- 1962 – Radioprogrammet Svensktoppen sänds för första gången.
- 1972 – Ett passagerarplan råkar ut för en snöstorm över Anderna. Ombord på flygplanet finns ett rugbylag med anhöriga. Filmen Alive är baserad på denna händelse.
- 1980 – Andra säsongen av den tecknade filmen Ashita no Joe börjar sändas på Nippon tv.
- 1997 – British Thrust SSC blir det första fordon som färdas i överljudshastighet på land.
- 2004 – Vestmanlands Läns Tidning går över till tabloidformat.
- 2005 – Det tillkännages att Harold Pinter utnämnts till 2005 års nobelpristagare i litteratur.

## Födda
- 1563 – Francesco Caracciolo, italiensk romersk-katolsk präst och ordensgrundare, helgon.
- 1778 – William Marks, amerikansk politiker, senator (Pennsylvania) 1825–1831.
- 1792 – Moritz Hauptmann, tysk musikteoretiker och tonsättare.
- 1798 – Herman Wilhelm Bissen, dansk skulptör.
- 1819 – Aurelio Saffi, italiensk politiker.
- 1821
  - Évariste Vital Luminais, fransk målare.
  - Rudolf Virchow, tysk läkare, biolog, patolog och politiker.
- 1825
  - Charles Frederick Worth, brittisk modeskapare.
  - Hugh Grosvenor, 1:e hertig av Westminster, brittisk politiker.
- 1837 – Carl Nordenfelt, svensk borgmästare och politiker.
- 1853 – Lillie Langtry, brittisk skådespelare.
- 1857 – Alfred Berg, (Fader Berg) svensk kompositör och kördirigent.
- 1870 – Ben W. Hooper, amerikansk republikansk politiker, guvernör i Tennessee 1911–1915.
- 1871 – Hilda Borgström, svensk skådespelare.
- 1877 – Theodore G. Bilbo, amerikansk politiker, senator (Mississippi) 1935–1947.
- 1883 – Frederick Steiwer, amerikansk republikansk politiker, senator (Oregon) 1927–1938.
- 1897 – Kolbjörn Knudsen, svensk skådespelare.
- 1901 – Irja Browallius, svensk författare.
- 1907
  - Yves Allégret, fransk regissör.
  - Ulf Täckholm, svensk skolman.
- 1908 – Willard Ringstrand, svensk kompositör, musikarrangör, orkesterledare och musiker (piano, hammondorgel).
- 1909 – Art Tatum, amerikansk jazzpianist.
- 1910 – Claes Gill, norsk skådespelare.
- 1917 – Laraine Day, amerikansk skådespelare.
- 1918
  - Viveka Linder, svensk skådespelare.
  - Robert Walker, amerikansk skådespelare.
- 1921 – Yves Montand, fransk skådespelare och sångare.
- 1923 – Viking Palm, svensk brottare, OS-guld 1952
- 1924 – Harry Schein, svensk debattör och författare, grundare av Svenska Filminstitutet.
- 1925 – Margaret Thatcher, brittisk premiärminister 1979–1990, partiledare för Konservativa Partiet 1975–1990.
- 1927 – Turgut Özal, turkisk president.
- 1931 – Raymond Kopa, fransk fotbollsspelare.
- 1932 – Dušan Makavejev, serbisk regissör och manusförfattare.
- 1934
  - Jack Colvin, amerikansk skådespelare.
  - Nana Mouskouri, grekisk sångare.
- 1936 – Donald McHenry, amerikansk diplomat, FN-ambassadör 1979–1981.
- 1937 – Frej Lindqvist, svensk skådespelare, manusförfattare och regissör.
- 1939 – T.J. Cloutier, amerikansk pokerspelare.
- 1940 – Ingeborg Nyberg, svensk sångare och skådespelare.
- 1941
  - Paul Simon, amerikansk sångare och kompositör, Simon and Garfunkel.
  - Neil Aspinall.
- 1942 – Sven-Erik Magnusson, svensk musiker, sångare och kompositör, medlem i dansbandet Sven-Ingvars.
- 1945 – Irene Lindh, svensk skådespelare och sångare.
- 1947 – Sammy Hagar, amerikansk musiker, sångare i Van Halen.
- 1953 – Ingalill Rydberg, svensk skådespelare.
- 1954 – Mordechai Vanunu, israelisk kärnfysiker, avslöjade Israels kärnvapeninnehav.
- 1956 – Chris Carter, amerikansk regissör, manusförfattare och filmproducent.
- 1958 – Maria Cantwell, amerikansk politiker, senator (Washington) 2001–.
- 1962 – Kelly Preston, amerikansk skådespelare.
- 1964 – Christopher Judge, amerikansk skådespelare, känd som Teal'c i tv-serien Stargate SG-1.
- 1965
  - Kristina Humle, svensk regissör, manusförfattare och filmproducent.
  - Peter Kondrup, svensk meteorolog.
- 1967 – Javier Sotomayor, kubansk friidrottare.
- 1971 – Sacha Baron Cohen, brittisk komiker, spelar bland annat figurerna Ali G, Borat och Brüno Gehard.
- 1976
  - Anton Eriksson, svensk operasångare.
  - Björn Goop, svensk travtränare och kusk.
- 1978 – Ellen Estes, amerikansk vattenpolospelare.
- 1980 – Christian Söderström, svensk ishockeyspelare.
- 1982 – Ian Thorpe, australiensisk simmare.
- 1990 – Jakob Silfverberg, svensk ishockeyspelare.
- 1995 – Jimin, sydkoreansk sångare i bandet BTS.

## Avlidna
- 54 – Claudius, 64, romersk kejsare
- 1282 – Nichiren, 60, japansk buddhistmunk, grundade Nichiren-buddhismen
- 1361 – Arngrim Brandsson, isländsk abbot, sagoskrivare och skald
- 1662 – Laurentius Gunnari Banck, svensk rättslärd och publicist
- 1815 – Joachim Murat, 48, fransk marskalk, kung av Neapel
- 1822 – Antonio Canova, 64, italiensk skulptör under nyklassicismen
- 1880 – Peleg Sprague, 87, amerikansk politiker och jurist, senator (Maine)
- 1896 – Thomas W. Ferry, 69, amerikansk republikansk politiker, senator (Michigan)
- 1897 – Thomas J. Robertson, 74, amerikansk republikansk politiker, senator (South Carolina)
- 1931 – Ernst Didring, 62, svensk författare
- 1947 – Sidney Webb, 88, brittisk socialistisk reformator
- 1968 – Rudolf Wendbladh, 75, svensk skådespelare, regissör och teaterchef
- 1973 – Arne Bornebusch, 67, svensk regissör och manusförfattare
- 1974 – Åke Falck, 49, svensk regissör, skådespelare, programledare och manusförfattare
- 1977 – Bengt Lindström, svensk skådespelare
- 1978 – Elsa Carlsson, svensk skådespelare
- 1979 – Ulla Castegren, svensk skådespelare och sångare
- 1981 – Nils Asther, svensk skådespelare
- 1985 – Tage Danielsson, svensk komiker, författare, regissör och skådespelare
- 1987
  - Walter H. Brattain, amerikansk fysiker, mottagare av Nobelpriset i fysik 1956
  - Kishore Kumar, indisk sångare
  - Sven Sörmark, svensk chefredaktör och kriminalförfattare
- 1990 – Lê Đức Thọ, vietnamesisk politiker, mottagare av Nobels fredspris 1973
- 1993 – Stig Gustavsson, svensk skådespelare
- 1996
  - Beryl Reid, brittisk skådespelare
  - Henri Nannen, journalist och publicist
- 1998 – Ka Nerell, svensk skådespelare
- 1999 – Wiola Brunius, svensk skådespelare
- 2000 – Jean Peters, amerikansk skådespelare
- 2003 – Bertram N. Brockhouse, kanadensisk fysiker, mottagare av Nobelpriset i fysik 1994
- 2005 – Oleg Lundstrem, sovjetisk dirigent och jazzmusiker
- 2007 – Bob Denard, fransk legosoldat
- 2008
  - Guillaume Depardieu, fransk skådespelare
  - Aleksej Tjerepanov, rysk ishockeyspelare
- 2011 – Barbara Kent, kanadensisk stumfilmsskådespelare
- 2012 – Stuart Bell, brittisk parlamentsledamot
- 2014
  - Pontus Segerström, svensk fotbollsspelare
  - Greta Erikson, svensk pianist
- 2016
  - Dario Fo, italiensk dramatiker, regissör och författare, politisk aktivist, mottagare av Nobelpriset i litteratur 1997
  - Bhumibol Adulyadej, kung av Thailand
- 2022 – Lennart Söderberg, "Liston", svensk fotbollstränare
- 2023 – Louise Glück, 80, amerikansk poet och essäist, mottagare av Nobelpriset i litteratur 2020
- 2024 – Janne Puhakka, 29, finländsk ishockeyspelare.